# Las Pedrosas
Las Pedrosas – gmina w Hiszpanii, w prowincji Saragossa, w Aragonii, o powierzchni 18,26 km². W 2011 roku gmina liczyła 116 mieszkańców.